# Barbara Armbrust
Barbara Armbrust (St. Catharines, 13 de agosto de 1963) es una deportista canadiense que compitió en remo.
Participó en los Juegos Olímpicos de Los Ángeles 1984, obteniendo una medalla de plata en la prueba de cuatro con timonel. Ganó una medalla de bronce en el Campeonato Mundial de Remo de 1985.

## Palmarés internacional
| Juegos Olímpicos   | Juegos Olímpicos             | Juegos Olímpicos  | Juegos Olímpicos   |
| Año                | Lugar                        | Medalla           | Prueba             |
| ------------------ | ---------------------------- | ----------------- | ------------------ |
| 1984               | Los Ángeles (Estados Unidos) | Medalla de plata  | Cuatro con timonel |
| Campeonato Mundial |                              |                   |                    |
| Año                | Lugar                        | Medalla           | Prueba             |
| 1985               | Malinas (Bélgica)            | Medalla de bronce | Cuatro con timonel |